# Wincanton Classic
La Wincanton Classic (también conocida como Leeds International Classic y Rochester International Classic) fue una carrera ciclista que se disputó en Reino Unido que se disputaba a finales del mes de julio o principios del mes de agosto.
Se disputó desde 1989 hasta 1997. Formó parte de la desaparecida Copa del Mundo de Ciclismo durante sus nueve ediciones. Posteriormente desapareció y dejó su lugar en la Copa del Mundo a la alemana HEW Cyclassics.
Tenía el formato de clásica, por tanto se corría solamente en un día.
Su primer ganador fue el neerlandés Frans Maassen y ningún corredor se impuso en más de una ocasión.

## Palmarés
| Año  | Ganador             | Segundo             | Tercero            |
| ---- | ------------------- | ------------------- | ------------------ |
| 1989 | Frans Maassen       | Maurizio Fondriest  | Sean Kelly         |
| 1990 | Gianni Bugno        | Sean Kelly          | Rudy Dhaenens      |
| 1991 | Eric van Lancker    | Rolf Gölz           | Jan Goessens       |
| 1992 | Massimo Ghirotto    | Laurent Jalabert    | Bruno Cenghialta   |
| 1993 | Alberto Volpi       | Jesper Skibby       | Maurizio Fondriest |
| 1994 | Gianluca Bortolami  | Viacheslav Yekímov  | Bo Hamburger       |
| 1995 | Maximilian Sciandri | Roberto Caruso      | Alberto Elli       |
| 1996 | Andrea Ferrigato    | Maximilian Sciandri | Johan Museeuw      |
| 1997 | Andrea Tafi         | Andrea Ferrigato    | Gianluca Bortolami |

## Palmarés por países
| País         | Victorias |
| ------------ | --------- |
| Italia       | 6         |
| Países Bajos | 1         |
| Bélgica      | 1         |
| Reino Unido  | 1         |